# PG-1-Klasse
Die PG-1-Klasse (jap. 1号型ミサイル艇, 1-gōgata misairutei) war eine Klasse von drei als Tragflügelboot gebauten Flugkörperschnellbooten der japanischen Meeresselbstverteidigungsstreitkräfte (JMSDF). Sie ist eine japanische Lizenzproduktion der italienischen Sparviero-Klasse und unterscheidet sich von dieser hauptsächlich durch eine andere Bewaffnung. Ursprünglich waren vier Einheiten vorgesehen, aber nach den ersten drei Exemplaren wurde die Beschaffung gestoppt. Sie wurden ab 2002 durch die Hayabusa-Klasse abgelöst, die eine konventionelle Rumpfform besitzt.

## Einheiten
| Kennung | Name | Bauwerft   | Kiellegung    | Stapellauf    | Indienststellung | Außerdienststellung |
| ------- | ---- | ---------- | ------------- | ------------- | ---------------- | ------------------- |
| PG-821  | 1-gō | SHI, Uraga | 25. März 1991 | 17. Juli 1992 | 22. März 1993    | 6. Juni 2008        |
| PG-822  | 2-gō | SHI, Uraga | 25. März 1991 | 17. Juli 1992 | 22. März 1993    | 6. Juni 2008        |
| PG-823  | 3-gō | SHI, Uraga | 8. März 1993  | 15. Juni 1994 | 13. März 1995    | 24. Juni 2010       |